# NGC 7805
NGC 7805 (również PGC 109 lub UGC 12908) – galaktyka soczewkowata (SB0), znajdująca się w gwiazdozbiorze Pegaza. Odkrył ją William Herschel 9 października 1790 roku. Oddziałuje grawitacyjnie z sąsiednią NGC 7806, obie te galaktyki stanowią obiekt Arp 112 w Atlasie Osobliwych Galaktyk Haltona Arpa.